# KiEZ

KiEZ-Logo

Kinder- und Jugenderholungszentren (KiEZ) sind gemeinnützig arbeitende Stätten der Jugendarbeit im Osten Deutschlands.
Die Bundesarbeitsgemeinschaft Kinder- und Jugenderholungszentren e. V. (BAG KiEZ e. V.) mit Sitz in Sebnitz ist ein freier Zusammenschluss von Kinder- und Jugenderholungszentren mit einheitlichen Qualitätsmerkmalen. Zurzeit stehen zwölf Ferienanlagen zur Verfügung. Die Anlagen waren in der DDR als Betriebs- oder Pionierferienlager genutzt worden.

## Angebote
Die Kinder- und Jugenderholungszentren sind als Beherbergungsstätten stets in Verbindung mit vielfältigen eigenen Bildungs-, Begegnungs- und Erholungsangeboten und durch ihr Leistungspotential überregional ausgerichtet. Alle Angebotsformen haben pädagogische Inhalte und werden von Fachkräften angeboten, vorbereitet, durchgeführt oder begleitet. So wird etwa in Güntersberge im Harz das Modell eines vereinten Europas unterstützt, indem Jugendliche aus mehreren Nationen die Sitten und Gebräuche der jeweiligen Länder kennenlernen. Im KiEZ Frauensee eröffnete am 3. Oktober 2014 ein Floriansdorf. Ein weiteres Floriansdorf eröffnete am 13. Oktober 2020 im KiEZ "Am Filzteich" im sächsischen Schneeberg.

## Landesverbände
In den Bundesländern Brandenburg, Sachsen, Sachsen-Anhalt und Thüringen existieren Landesverbände.
Verschiedene Ferienanlagen sind Mitglieder in der BAG KiEZ und im jeweiligen Landesverband. Andere Anlagen sind nur in der BAG KiEZ Mitglied.
Der Landesverband Kinder- und Jugenderholungszentren Sachsen e. V. wurde am 12. September 1990 gegründet. Der Verband arbeitet gemeinnützig und überörtlich im Freistaat Sachsen. Er ist ein durch das Sächsische Staatsministerium für Soziales anerkannter Träger der Jugendarbeit nach dem Achten Buch Sozialgesetzbuch in Sachsen.